# Bulbophyllum submarmoratum
Bulbophyllum submarmoratum är en orkidéart som beskrevs av Johannes Jacobus Smith. Bulbophyllum submarmoratum ingår i släktet Bulbophyllum och familjen orkidéer. Inga underarter finns listade i Catalogue of Life.